# Giáo hội Maronite
Giáo hội Maronite (cũng viết Maronita, hay đơn giản là Maroni; tên đầy đủ trong tiếng Syriac: ܥܕܬܐ ܣܘܪܝܝܬܐ ܡܪܘܢܝܬܐ ܕܐܢܛܝܘܟܝܐ ʿīṯo suryoiṯo morunoiṯo d'anṭiokia; tiếng Ả Rập: الكنيسة الأنطاكية السريانية المارونية al-Kanīsa al-Anṭākiyya al-Suryāniyya al-Māruniyya; tiếng Latinh: Ecclesia Maronitarum) là một Giáo hội Công giáo Đông phương hiệp thông với Tòa Thánh Rôma. Giáo hội này tiếp nối di sản từ cộng đồng được thành lập bởi thánh Maron, một tu sĩ Syria-Aramea thế kỷ 4. Thượng phụ Maronite đầu tiên là thánh Gioan Maronô ở thế kỷ 7.
Tại Liban, dù đang suy giảm dân số nhưng Maronite vẫn là một trong những sắc tộc tôn giáo chính. Giáo hội Maronite khẳng định rằng kể từ khi thành lập, họ luôn trung thành với Giáo hội Rome và với Giáo hoàng.
Trước khi cuộc chinh phạt của người Ả Rập Hồi giáo tiến đến Liban, người Liban bản địa, bao gồm những người sau này trở thành người Hồi giáo và phần đa số vẫn tiếp tục là người Kitô giáo, nói một phương ngữ của tiếng Aram. Tiếng Syriac (tiếng Aram Kitô giáo) vẫn là ngôn ngữ phụng vụ của Giáo hội Maronite. Người Maronite là một bộ phận của người Liban, có các di sản văn hóa và ngôn ngữ của cả các yếu tố Phoenicia bản địa và các yếu tố ngoại nhập trải qua hàng ngàn năm lịch sử. Một số quan điểm cho rằng người Maronite còn là hậu duệ của các sắc dân Aramea, Ghassanid, Syria/Assyria, và Mardaite; mặc dù theo thời gian họ đã phát triển những đặc tính Maronite riêng biệt nhưng điều này không làm lu mờ gốc gác Syriac và Antiochia của họ.